# Toragrella
Genre
Toragrella est un genre d'opilions eupnois de la famille des Sclerosomatidae.

## Distribution
Les espèces de ce genre sont endémiques de Bornéo.

## Liste des espèces
Selon World Catalogue of Opiliones (11/05/2021) :
- Toragrella longipes Roewer, 1955
- Toragrella normalis (Banks, 1930)

## Publication originale
- Roewer, 1955 : « Indoaustralische Gagrellinae (Opiliones, Arachnidae). (Weitere Weberknechte XVIII). 3. Teil. » Senckenbergiana Biologica, vol. 36, p. 71–121.